# Кесарис, Иосиф
Иосиф Кесарис (греч. Ιωσήφ Καίσαρης 1846 Керкира - 1923) — видный греческий композитор и военный музыкант XIX - XX веков. 
Старший брат композитора и также военного музыканта Спиридона Кесариса.

## Биография
Иосиф Кесарис родился в 1846 году на острове Керкира, в семье Николаоса Кесариса. 
Учился музыке в Филармоническом обществе Керкиры, у видного греческого композитора Николаоса Мандзароса. 
Продолжил своё музыкальное образование за границей. 
Вернувшись в Грецию возглавил поочерёдно несколько филармоний на Ионических островах. 
В 1888 году, одна из его симфонических работ (некоторые музыковеды именуют её самой значительной симонической работой Кесариса), симфония “Битва при Дервенакии”, была награждена на музыкальном конкурсе в Париже. 
В 1889 году Кесарис вступил музыкантом в греческую армию, с которой и связал свою последующую карьеру. 
В 1903 году был назначен генеральным инспектором военных оркестров а также возглавил оркестр королевской гвардии. 
Оставался на посту генерального инспектора до 1910 года.
Иосиф Кесарис умер в 1923.

## Работы
Иосиф Кесарис является автором многочисленных и разнообразных работ: 
симфоний, одной оперетты, многочисленных маршей (“Мы победили” («Νενικήκαμεν») для Первой Олимпиады современности 1896 года, марша военных моряков “Броненосец Авероф” и др), реквием на смерть короля Георга I (1913), свадебный марш принца Георга и Мари Бонапарт (1907).
Кесарис является также автором многочисленных маленьких работ, включая работы для театра. 
Написал множество танцевальных мелодий, в основном полек и вальсов, в силу чего был охарактеризован как «Греческий Иоганн Штраус». Два характерных танцевальных образца Кесариса – полька “Гардения” и вальс “Мимоза”. 
Кесарис является также автором многочисленных песен. 
Большое число его маршей были написаны в годы победоносных для греческого оружия Балканских войн (как например “Освобождение Янина”) и Первой мировой войны.